# Студеница (Тывровский район)
Студеница (укр. Студениця) — село на Украине, находится в Тывровском районе Винницкой области.
Код КОАТУУ — 0524587905. Население по переписи 2001 года составляет 92 человека. Почтовый индекс — 23317. Телефонный код — 4355.
Занимает площадь 0,657 км².

## Адрес местного совета
23317, Винницкая область, Тывровский р-н, с. Ярышевка, Школьная, 1